# Taoiseach
Taoiseach (t̪ˠiːʃʲəx Irish — plural, Taoisigh ([t̪ˠiːʃʲɪj] or [t̪ˠiːʃʲɪɟ]), de multe ori An Taoiseach ([ən t̪ˠiːʃʲəx]), este șeful guvernului sau prim-ministrul Republicii Irlanda.
Taoiseach este numit de președintele țării după nominalizarea acestuia (sau acesteia) de către Dáil Éireann (camera inferioară a parlamentului Irlandei, Oireachtas), trebuind să aibă pe toată durata păstrării funcției sale suportul majoritar în Dáil.

## Generalități

### Salariu
Salariul Taoiseach  este considerabil mai mare decât al altor lideri din alte țări; valoarea sa este de € 310.000 pe an, comparată cu cea de £ 127.000 (~ € 180.000) pentru primul ministru britanic, $ 400.000 (~  €280.000) pentru președintele american și € 228.000 pentru președintele Franței. Conform datelor statistice din octombrie 2007, Taoiseach este cel mai bine plătit șef de guvern dintre toate țările membre ale OECD. 

## Istoric

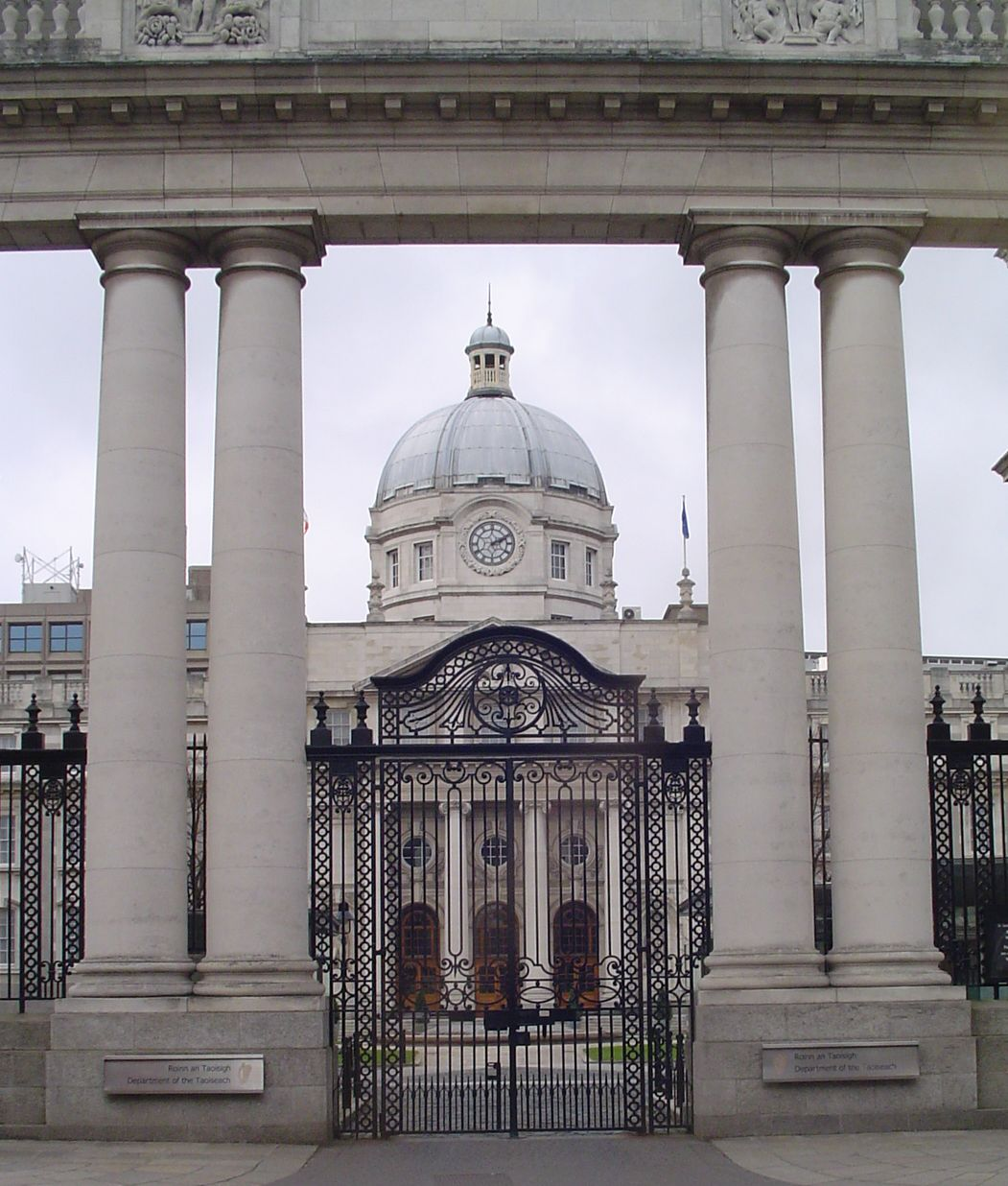
Department of the Taoiseach in Merrion Square, Dublin

## Listă a Taoiseachilior
| # | #   | Nume              | Fotografie | Preluarea funcției | Terminarea mandatului | Ales pentru | Perioadă     | Partid politic |
| - | --- | ----------------- | ---------- | ------------------ | --------------------- | ----------- | ------------ | -------------- |
|   | 1.  | Éamon de Valera   |            | 29 decembrie 1937  | 18 februarie 1948     | 3 mandat    | prima dată   | Fianna Fáil    |
|   | 2.  | John A. Costello  |            | 18 februarie 1948  | 13 iunie 1951         | 1 mandat    | prima dată   | Fine Gael      |
|   |     | Éamon de Valera   |            | 13 iunie 1951      | 2 iunie 1954          | 1 mandat    | a doua oară  | Fianna Fáil    |
|   |     | John A. Costello  |            | 2 iunie 1954       | 20 martie 1957        | 1 mandat    | a doua oară  | Fine Gael      |
|   |     | Éamon de Valera   |            | 20 martie 1957     | 23 iunie 1959         | 1 mandat    | a treia oară | Fianna Fáil    |
|   | 3.  | Seán Lemass       |            | 23 iunie 1959      | 10 noiembrie 1966     | 3 mandate   |              | Fianna Fáil    |
|   | 4.  | Jack Lynch        |            | 10 noiembrie 1966  | 14 martie 1973        | 2 mandat    | prima dată   | Fianna Fáil    |
|   | 5.  | Liam Cosgrave     |            | 14 martie 1973     | 5 iulie 1977          | 1 mandat    |              | Fine Gael      |
|   |     | Jack Lynch        |            | 5 iulie 1977       | 11 decembrie 1979     | 1 mandat    | a doua oară  | Fianna Fáil    |
|   | 6.  | Charles Haughey   |            | 11 decembrie 1979  | 30 iunie 1981         | 1 mandat    | prima oară   | Fianna Fáil    |
|   | 7.  | Garret FitzGerald |            | 30 iunie 1981      | 9 martie 1982         | 1 mandat    | prima oară   | Fine Gael      |
|   |     | Charles Haughey   |            | 9 martie 1982      | 14 decembrie 1982     | 1 mandat    | a doua oară  | Fianna Fáil    |
|   |     | Garret FitzGerald |            | 14 decembrie 1982  | 10 martie 1987        | 1 mandat    | a doua oară  | Fine Gael      |
|   |     | Charles Haughey   |            | 10 martie 1987     | 11 februarie 1992     | 2 mandate   | a treia oară | Fianna Fáil    |
|   | 8.  | Albert Reynolds   |            | 11 februarie 1992  | 15 decembrie 1994     | 1 mandat    |              | Fianna Fáil    |
|   | 9.  | John Bruton       |            | 15 decembrie 1994  | 26 iunie 1997         | 1 mandat    |              | Fine Gael      |
|   | 10. | Bertie Ahern      |            | 26 iunie 1997      | 6 mai 2008            | 3 mandate   |              | Fianna Fáil    |
|   | 11. | Brian Cowen       |            | 7 mai 2008         | 9 martie 2011         | 1 mandat    |              | Fianna Fáil    |
|   | 12. | Enda Kenny        |            | 9 martie 2011      | 14 iunie 2017         | 1 mandat    |              | Fine Gael      |
|   | 13. | Leo Varadkar      |            | 14 iunie 2017      | 27 iunie 2020         | 1 mandat    |              | Fine Gael      |
|   | 14. | Micheál Martin    |            | 27 iunie 2020      | prezent               | 1 mandat    |              | Fianna Fáil    |

### Foști Taoiseach în viață
- John Bruton
- Bertie Ahern
- Brian Cowen
- Enda Kenny

Nu au existat niciodată mai mult de șase foști șef de guvern în viață la un moment dat.